# Solomon’s Key
Solomon's Key (яп. ソロモンの鍵 Soromon no Kagi) — видеоигра в жанре головоломки, разработанная Tecmo в 1986 для аркадного автомата, использующего специально разработанную аппаратную платформу, основанную на чипсете Zilog Z80. Более известна версия игры, портированная на домашние игровые платформы. В 1986 году была выпущена версия для Famicom. В 1987 году был выпущен порт для Commodore 64. Также игра была портирована и на другие системы, например на Sega Master System в 1988 году и 25 января 1991 года в Японии на Family Computer Disk System.
Игра считается[кем?] одной из самых сложных среди игр для Nintendo Entertainment System.

## Игровой процесс
Игрок, управляющий колдуном по имени Дана, должен преодолеть неограниченное количество вражеских порождений, сложные конструкции уровней, таймер обратного отсчёта, мгновенную смерть от любого физического контакта с врагами и ограниченные способы уничтожения врагов.
Дана отправляется забрать Ключ Соломона, чтобы  вернуть в мир свет и спасти его от случайно выпущенных демонов. Цель игры состоит в том, чтобы пройти через 50 комнат Пространства Созвездия (Constellation Space), получив ключ от двери, ведущей в следующую комнату, прежде чем истечёт таймер. Игра включает в себя элементы платформенного шутера. Дана может бегать, прыгать, создавать или уничтожать соседние с ним оранжевые блоки, а также создавать огненные шары для уничтожения демонов. Оранжевые блоки также можно уничтожить, дважды ударив по ним головой персонажа. По пути Дана может приобретать предметы для улучшения своей огневой мощи и дополнительные жизни, а также предметы, которые награждают бонусными очками и открывают скрытые комнаты. С определёнными предметами Дана должен сделать, а затем разбить блоки (иногда определенным образом), чтобы они появились.
В версии для NES на экране game over также отображается счёт GDV (Game Deviation Value (Значение отклонения игры)). Счёт использует взвешенную совокупность нескольких факторов (таких как пройденные уровни, найденные предметы, время и очки), что дает игроку хорошее представление о том, насколько хорошо была сыграна последняя игра. Чем выше GDV, тем лучше играет игрок.
Solomon's Key имеет много скрытых предметов и секретных уровней, которые трудно найти, что повышает награду за игру. Финал немного меняется в зависимости от того, какие секретные уровни, если таковые имеются, игрок находит и проходит.

### Уровни
Всего существует 64 уровня, 15 из которых являются секретными и один финальный уровень. Основные 48 уровней разделены на 4 группы по одной группе для каждого из 12 зодиакальных созвездий (по порядку Овен, Телец. Близнецы, Рак, Лев, Дева, Весы, Скорпион, Стрелец, Козерог, Водолей и Рыбы). Последний уровень называется комнатой Соломона. Каждое созвездие имеет секретную бонусную комнату, доступ к которой можно получить, только найдя печать для созвездия в последней комнате группы. Остальные три уровня - это Страница Времени (Page of Time), Страница Пространства (Page of Space) и Комната Принцессы (Princess Room), которые возникают только в том случае, если игрок приобрёл скрытые Печати Соломона (Seals of Solomon).

## Портированные версии
В 1988 году порт Solomon's Key был выпущен для Sega Master System в Японии.
В 1990 году Pack-In-Video портировал игру на PC Engine под названием Zipang.
В 1991 году был выпущен порт для Nintendo Game Boy под названием Solomon's Club.
В 1999 году компанией Tecmo была выпущена обновлённая версия игры для Game Boy Color под названием Monster Rancher Explorer (в Японии просто «Solomon»).
Аркадная версия была включена в сборник Tecmo Classic Arcade, выпущенный в 2005 году.
Версия для NES была выпущена для Wii Virtual Console 19 ноября 2006 года в Северной Америке и 15 декабря 2006 года в Европе.
В 2009 году видеоигра была выпущена для Wii Virtual Console.
В 2013 году для Commodore Amiga был выпущен повторно спроектированный порт из версии Atari ST.
Позже игра также была выпущена для Nintendo 3DS Virtual Console и Wii U Virtual Console. С тех пор она была выпущена в сборнике Nintendo Switch Online: Nintendo Entertainment System games.

## Продажи
Игра разошлась тиражом 300 000 копий в Японии.

## Приквел
В 1993 году в Северной Америке был выпущен приквел для NES под названием Fire 'n Ice (в других странах использовалось название Solomon's Key 2).